# وولکا ترخووسکا
وولکا ترخووسکا (به لاتین: Wólka Terechowska) یک روستا در لهستان است که در گمینا چرمخا واقع شده‌است.